# قصه عشق پدرم
قصه عشق پدرم فیلمی به کارگردانی محمدرضا ورزی محصول سال ۱۳۹۱ است.‌
این فیلم پس از ۹ سال ساخت در مرداد ۱۴۰۰ به نمایش درآمد. 

## داستان
این فیلم روایتگر داستان پدری است که سالهاست در انتظار بازگشت پسرش از جبهه، بارها به دفتر معراج مراجعه کرده است . با وجود اینکه فرزندان و اطرافیانش سعی دارند که او را متقاعد کنند که بازگشتی در کار نیست و فرزندش به شهادت رسیدهِ؛ اما وی امید خود را از دست نمی‌دهد.

## بازیگران
- چنگیز جلیلوند
- مصطفی زمانی
- بهنوش طباطبایی
- امیریل ارجمند
- هایده حائری
- محمدرضا شریفی‌نیا
- مهراوه شریفی‌نیا
- سلیمه رنگزن